# Macaé Evaristo
Macaé Maria Evaristo dos Santos (São Gonçalo do Pará, 3 de abril de 1965) é uma professora, assistente social e política brasileira, filiada ao Partido dos Trabalhadores (PT) e atual ministra dos Direitos Humanos e da Cidadania do Brasil. É deputada estadual de Minas Gerais, encontrando-se licenciada.
Graduada em Serviço Social pela Pontifícia Universidade Católica de Minas Gerais (PUC Minas), é mestre em Educação pela Universidade Federal de Minas Gerais (UFMG). É professora da rede municipal de Belo Horizonte desde os 19 anos e foi a primeira mulher negra a ocupar os cargos de secretária municipal de Educação de Belo Horizonte, de 2005 a 2012, e secretária estadual de Educação de Minas Gerais, de 2015 a 2018. Também foi titular da Secretaria de Educação Continuada, Alfabetização, Diversidade e Inclusão do Ministério da Educação, de 2013 a 2014, no governo Dilma Rousseff.
Nas eleições de 2020, foi eleita à Câmara Municipal de Belo Horizonte pelo Partido dos Trabalhadores com 5.985 votos. Em 2022, foi eleita à Assembleia Legislativa de Minas Gerais com 50.416 votos. Fez parte da equipe de transição do Governo Lula, no grupo de trabalho de educação, atuando nas áreas de diversidade e inclusão.
É prima da escritora Conceição Evaristo. Em 15 de setembro de 2020 foi publicada a biografia analítica Macaé Evaristo – Uma Força Negra Na Cena Pública dos autores Jailson de Souza e Silva e Eliana Sousa e Silva, pela editora Eduniperiferias.

## Carreira política

### Secretária Municipal de Educação de Belo Horizonte
Macaé Evaristo foi Secretária Municipal de Educação de Belo Horizonte de 2005 a 2012. Deste período, responde por processo de superfaturamento em uniformes escolares que cujo valor corrigido em julho de 2024 chega a 6,5 milhões de reais.

### Ministério da Educação
Macaé Evaristo assumiu a Secretaria de Alfabetização, Diversidade e Inclusão (SECADI) em 2013, exercendo o cargo até 2014. Durante sua gestão, instituiu o Programa Bolsa Permanência, concedida a estudantes que atendiam aos critérios da política de cotas e a indígenas e quilombolas matriculados em universidades federais. A Secretaria de Educação Continuada, Alfabetização, Diversidade e Inclusão foi extinta por Decreto em 2 de janeiro de 2019, pelo então ministro da Educação Ricardo Vélez Rodríguez.
Posteriormente, a SECADI foi recriada em janeiro de 2023 pelo ministro da Educação Camilo Santana.

### Secretária de Estado da Educação de Minas Gerais
Entre os anos de 2015 e 2018, atuou como Secretária de Estado da Educação de Minas Gerais, no governo de Fernando Pimentel.

#### Acusação de improbidade administrativa
Em 2020, Macaé Evaristo foi processada pelo Ministério Público do Estado de Minas Gerais (MPMG) por improbidade administrativa, em suspeita de ato omissivo com relação a superfaturamento na compra de carteiras escolares enquanto era titular da Secretaria de Educação.
Em 2022, a ação foi encerrada por meio de um Acordo de Não Persecução com o MPMG, sem prosseguimento da denúncia. No acordo, firmado com a parlamentar e com duas empresas envolvidas, Macaé Evaristo pagou cerca de R$ 10 mil, valor destinado à Fundação Estadual do Ministério Público.

### Ministério dos Direitos Humanos e da Cidadania
Em 9 de setembro de 2024, foi anunciada a sua indicação pelo presidente Luiz Inácio Lula da Silva para assumir o Ministério dos Direitos Humanos e da Cidadania, após a exoneração do ministro Silvio Almeida. Sua nomeação foi publicada no Diário Oficial da União no dia 9 de setembro de 2024. Tomou posse no dia 11 do mesmo mês, em cerimônia administrativa, sendo a solenidade pública da posse realizada em 27 de setembro.

## Desempenho eleitoral
| Ano  | Eleição                     | Partido | Candidata a       | Votos  | %     | Resultado | Ref    |
| ---- | --------------------------- | ------- | ----------------- | ------ | ----- | --------- | ------ |
| 2018 | Estaduais em Minas Gerais   | PT      | Deputada estadual | 30.176 | 0,30% | Suplente  | [ 22 ] |
| 2020 | Municipal de Belo Horizonte | PT      | Vereadora         | 5.985  | 0,51% | Eleita    | [ 23 ] |
| 2022 | Estaduais em Minas Gerais   | PT      | Deputada estadual | 50.416 | 0,45% | Eleita    | [ 24 ] |